# Polygonia hylas
Polygonia hylas är en fjärilsart som beskrevs av Edwards 1872. Polygonia hylas ingår i släktet Polygonia och familjen praktfjärilar. Inga underarter finns listade i Catalogue of Life.